# Anastasiya Gimazetdinova
Anastasiya Gimazetdinova po mężu Kipnis, ros. Анастасия Дмитриевна Гимазетдинова (Кипнис), Anastasija Dmitrijewna Gimazietdinowa (ur. 19 maja 1980 w Taszkencie) – uzbecka łyżwiarka figurowa startująca w konkurencji solistek. Uczestniczka igrzysk olimpijskich (2006, 2010), uczestniczka mistrzostw świata oraz pięciokrotna mistrzyni Uzbekistanu. Po zakończeniu kariery amatorskiej w 2011 r. rozpoczęła występy profesjonalne i pracę jako trener łyżwiarstwa w Jekaterynburgu.
W czerwcu 2008 r. poślubiła rosyjskiego lekkoatletę Eduarda Kamynina, z którym później rozwiodła się. W 2012 r. wyszła za mąż za Gregory’ego Kipnisa. 30 listopada 2012 r. urodziła się ich córka Anastasija.

## Osiągnięcia
| Zawody                            | 96–97          | 97–98          | 98–99          | 99–00          | 00–01          | 01–02          | 02–03          | 03–04          | 04–05          | 05–06          | 06–07          | 07–08          | 08–09          | 09–10          | 10–11          |                |                |
| Międzynarodowe                    | Międzynarodowe | Międzynarodowe | Międzynarodowe | Międzynarodowe | Międzynarodowe | Międzynarodowe | Międzynarodowe | Międzynarodowe | Międzynarodowe | Międzynarodowe | Międzynarodowe | Międzynarodowe | Międzynarodowe | Międzynarodowe | Międzynarodowe | Międzynarodowe | Międzynarodowe |
| --------------------------------- | -------------- | -------------- | -------------- | -------------- | -------------- | -------------- | -------------- | -------------- | -------------- | -------------- | -------------- | -------------- | -------------- | -------------- | -------------- | -------------- | -------------- |
| Igrzyska olimpijskie              |                |                |                |                |                |                |                |                |                | 29             |                |                |                | 23             |                |                |                |
| Mistrzostwa Świata                |                |                |                | 28             |                |                | 23             |                |                | 21             | 19             | 21             | 31             | 23             |                |                |                |
| Mistrzostwa Czterech Kontynentów  |                |                | 8              | 12             | 26             | 14             | 9              | 18             |                | WD             | 12             | 9              | 12             | 11             |                |                |                |
| GP Cup of China                   |                |                |                |                |                |                |                | 11             |                |                |                |                |                |                |                |                |                |
| GP NHK Trophy                     |                |                |                |                |                |                |                |                |                |                |                |                | 11             |                |                |                |                |
| GP Cup of Russia                  |                |                |                |                |                |                |                |                |                | 7              | 11             |                |                | 12             |                |                |                |
| GP Trophée Eric Bompard           |                |                |                |                |                |                |                |                |                |                |                | 12             | 8              |                |                |                |                |
| Nebelhorn Trophy                  |                |                |                |                |                |                |                |                |                | 12             |                |                | WD             | 14             |                |                |                |
| Memoriał Ondreja Nepeli           |                |                |                | 8              |                | 8              |                |                |                | 15             |                |                |                |                |                |                |                |
| Golden Spin Zagrzeb               |                |                |                | 6              |                |                | 10             |                |                |                |                |                |                |                |                |                |                |
| Memoriał Karla Schäfera           |                |                |                |                | 8              |                |                |                |                | 7              |                |                |                |                |                |                |                |
| Skate Israel                      |                |                |                |                |                |                |                | 4              |                |                |                |                |                |                |                |                |                |
| Zimowe igrzyska azjatyckie        |                |                | 5              |                |                |                | 6              |                |                |                | 6              |                |                |                | WD             |                |                |
| Asian Trophy                      | 7              |                |                |                |                |                |                |                |                |                |                |                | 1              |                |                |                |                |
| Pajovic Cup                       |                |                |                |                |                | 2              |                |                |                |                |                |                |                |                |                |                |                |
| Krajowe                           |                |                |                |                |                |                |                |                |                |                |                |                |                |                |                |                |                |
| Mistrzostwa Uzbekistanu           |                | 2              | 2              | 2              | 2              | 2              | 1              | 1              | 1              |                |                |                |                | 1              | 1              |                |                |
| GP = Grand Prix,WD = Wycofała się |                |                |                |                |                |                |                |                |                |                |                |                |                |                |                |                |                |